# Kitt Wakeley
Kitt Wakeley é um músico, compositor e produtor musical estadunidense. Seu álbum de 2021, Symphony of Sinners & Saints alcançou a posição #1 nas paradas Classical Crossover e Classical da Billboard e #18 na Hot Hard Rock Songs . Os Singles desse álbum, "Conflicted", "Forgive Me" e "Sinners and Saints", todos alcançaram o primeiro lugar nas vendas de músicas digitais de Hard Rock da Billboard, bem como figuraram no Top 10 Hot Hard Rock Songs.
Em 2023, seu álbum "An Adoption Story" foi agraciado com um Grammy Awards na categoria "Melhor Compêndio Clássico".

## Discografia
- 2018 - Mydion – Ashes and the Angel[3]
- 2019 - AudioKaoz – Cinematic Chaos
- 2020 - Midnight in Macedonia[4]
- 2021 - Symphony of Sinners and Saints[5]
- 2022 - Adoption Story
- 2023 - Symphony of Sinners & Saints Vol.II: The Storm

## Desempenho nas Paradas Musicais
| Ano  | Trabalho                                     | Parada Musical                                   | Desempenho   |
| Ano  | Trabalho                                     | Parada Musical                                   | Billboard US |
| ---- | -------------------------------------------- | ------------------------------------------------ | ------------ |
| 2021 | Symphony of Sinners & Saints (album)         | Classical Crossover                              | 1            |
| 2021 | Symphony of Sinners & Saints (album)         | Classical                                        | 1            |
| 2021 | Symphony of Sinners & Saints (album)         | Hard Rock Albums                                 | 12           |
| 2021 | Kitt Wakeley                                 | 2021 Year-End Classical Crossover Albums Artists | 10           |
| 2021 | Conflicted (featuring Joe Satriani (single)  | Hard Rock Digital Sales                          | 1            |
| 2021 | Conflicted (featuring Joe Satriani (single)  | Hot Hard Rock Songs                              | 18           |
| 2021 | Forgive Me (featuring Joe Satriani) (single) | Hard Rock Digital Sales                          | 1            |
| 2021 | Sinners and Saints (single)                  | Hard Rock Digital Sales                          | 1            |
| 2022 | An Adoption Story (EP)                       | Classical Crossover                              | 1            |

## Prêmios
Ao longo de sua carreira, Wakeley recebeu diversos prêmios por sua música.
Em 2019, no Indie Music Awards ele ganhou prêmios em 8 categorias incluindo, Melhor Novo Artista Masculino do Ano, Melhor Performance Especial ao Vivo, Melhor Produtor Instrumental, Artista do Ano, Melhor Compositor Instrumental, entre outros.
Ele ganhou o prêmio de Canção do Ano no Hollywood Music in Media Awards e dois Josie Music Awards em 2020 como Compositor do Ano e Produtor do Ano.
Em 2021, ele foi incluído no Indie Music Hall of Fame, além de ganhar o Álbum do Ano por Symphony of Sinners and Saints.
| Ano  | Trabalho Indicado            | Categoria                         | Prêmio                                      | Resultado | Ref.          |
| ---- | ---------------------------- | --------------------------------- | ------------------------------------------- | --------- | ------------- |
| 2018 | Closure                      | Best Instrumental Producer        | Indie Music Channel Awards                  | Venceu    | [ 15 ]        |
| 2019 | An Evening in Gotham         | Best Instrumental Songwriter      | Indie Music Channel Awards                  | Venceu    | [ 15 ]        |
| 2019 | Closure                      | Best Male Instrumental Artist     | Indie Music Channel Awards                  | Venceu    | [ 15 ]        |
| 2019 | Closure                      | Best Instrumental Producer        | Indie Music Channel Awards                  | Venceu    | [ 15 ]        |
| 2019 | End of my Journey            | Best Gospel Song                  | Hollywood Music in Media Award              | Venceu    | [ 16 ]        |
| 2019 | Midnight in Macedonia        | Album of the Year                 | ISSA (Independent Singer-Songwriter Awards) | Venceu    | [ 17 ]        |
| 2020 |                              | Musician of the Year              | Josie Music Award                           | Venceu    | [ 18 ]        |
| 2020 | You Gave Me Wings            | Best Instrumental                 | Hollywood Music in Media Award              | Venceu    | [ 16 ]        |
| 2021 | You Gave Me Wings            | Best Instrumental Song            | Hollywood Music in Media Award              | Venceu    | [ 19 ]        |
| 2021 | Symphony of Sinners & Saints | Album of the Year                 | Josie Music Award                           | Venceu    | [ 20 ]        |
| 2021 |                              | Indie Music Hall of Fame Inductee | Indie Music Hall of Fame                    | Venceu    | [ 21 ] [ 22 ] |
| 2021 | Forgive Me                   | Instrumental Song of the Year     | Hollywood Music in Media Award              | Venceu    | [ 16 ]        |
| 2021 |                              | Outstanding Stage Production      | Josie Music Award                           | Venceu    | [ 23 ]        |
| 2022 | Live and Recorded Sound      | Outstanding Musical Ensemble      | Josie Music Award                           | Venceu    |               |
| 2023 | An Adoption Story            | Best Classical Compendium         | Grammy Award                                | Venceu    | [ 25 ]        |
| 2023 | An Adoption Story            | EP of the Year (Male)             | Josie Music Award                           | Venceu    | [ 26 ]        |
| 2023 | The Storm                    | Best Instrumental Song            | Intercontinental Music Award                | Venceu    | [ 27 ]        |
| 2023 | Stairway to Heaven           | Best Rock Song                    | Intercontinental Music Award                | Venceu    |               |